# Genehmigungsvorbehalt
Genehmigungsvorbehalt bezeichnet die Genehmigungsbedürftigkeit einer bestimmten Handlung. Häufig geht es dabei um Vorgänge, an denen in unterschiedlicher Weise Dritte beteiligt sind.

## Begriffsherkunft
Der Begriff ist nur scheinbar ein Rechtsbegriff. Er ist der Alltagssprache entnommen, wird allerdings auch in der Rechtssprache verwendet, um bestimmten im Gesetz näher beschriebenen Verfahrensabläufen eine Kurzbezeichnung zu geben. Nicht selten geht es dabei um Handlungen Dritter, die erforderlich sind, um etwas wirksam (gültig) werden zu lassen.

## Bedingtes Genehmigungserfordernis
Eine Wortbedeutung im Recht ist die Ermächtigung an einen Dritten, eine Genehmigungspflicht einzuführen. Das Gesetz skizziert in diesem Fall die Voraussetzungen, unter denen eine Genehmigung eingeführt werden darf und zu erteilen ist, überlässt die Einführung der Genehmigungspflicht aber einem Dritten. § 22 Abs. 1 BauGB lässt die Einführung einer Genehmigung zu, wenn in Fremdenverkehrsgebieten Grundeigentum in kleinere selbstständige Einheiten (z. B. Wohnungseigentum) aufgeteilt werden soll. Das Gesetz ermächtigt die Gemeinden, dafür eine Genehmigungspflicht durch gemeindliche Satzung oder durch die Festlegungen des Bebauungsplans einzuführen. Der Vorbehalt liegt hier darin, dass die Teilung von Grundeigentum erst rechtswirksam wird, wenn die Gemeinde, die eine Genehmigungspflicht eingeführt hat, die erforderliche Genehmigung auch erteilt hat. In § 22 Abs. 4, 8 und 9 BauGB wird dieser Sachverhalt als Genehmigungsvorbehalt bezeichnet.
Ähnlich ist es bei § 39a Abs. 2 Satz 1 Nr. 1 WaffG. Diese Vorschrift ermächtigt das Bundesministerium des Innern, den Umgang unbrauchbar gemachter Waffen einer Genehmigungspflicht zu unterwerfen. Hier liegt der Vorbehalt darin, dass der Gesetzgeber von einer Genehmigungspflicht zunächst abgesehen hat, gegen sie aber nicht einzuwenden hätte, wenn von administrativer Seite dafür ein Bedürfnis gesehen wird. Die Genehmigungspflicht wird in diesem Falle nachträglich durch Rechtsverordnung eingeführt. Dieser Vorgang wird als Genehmigungsvorbehalt bezeichnet.

## Autorisierung der Handlung einer Person durch eine dritte Person
Eine andere Wortbedeutung findet sich bei rechtsgeschäftlichen Handlungen. Das von einer Person getätigte Rechtsgeschäft bedarf zur Wirksamkeit der Zustimmung einer Drittperson. Schließt in Österreich eine Person, die einer Erwachsenenvertretung (in Deutschland: Betreuung) unterliegt, einen Kaufvertrag oder übereignet sie eine Sache, bedarf sie dafür mitunter der Zustimmung des Vertreters (§ 242 Abs. 2 ABGB). Die Handlung des Vertretenen entfaltet erst dann Rechtswirkungen, wenn der Vertreter ihr zugestimmt hat. Bis zu diesem Zeitpunkt ist das Rechtsgeschäft schwebend unwirksam. Diesen Vorgang bezeichnet das österreichische ABGB als Genehmigungsvorbehalt. Derselbe Vorgang heißt in Deutschland Einwilligungsvorbehalt (§ 1903 BGB).
Solche Mitwirkungshandlungen, bei denen Dritte einem Rechtsgeschäft zwischen zwei oder mehreren anderen Personen zustimmen müssen, um zwischen den Ausgangsbeteiligten wirksam zu sein, gibt es in der Rechtsordnung auch ohne dass sie im Gesetz ausdrücklich als Genehmigungsvorbehalt bezeichnet werden, z. B. bezüglich der Genehmigungsbedürftigkeit der Rechtsgeschäfte Minderjähriger (§ 108 Abs. 1 BGB). 